# Olesicampe gallicator
Olesicampe gallicator là một loài tò vò trong họ Ichneumonidae.